# Altweltpapageien
Die Altweltpapageien (Psittaculidae) sind eine Vogelfamilie aus der Ordnung der Papageien (Psittaciformes). Die Familie umfasst über 55 Gattungen und 190 Arten. Zu ihnen gehören alle Papageien Asiens, Madagaskars und zahlreicher Inseln im Pazifik, alle afrikanischen Arten mit Ausnahme des Graupapageien (Psittacus erithacus) und der Langflügelpapageien (Poicephalus), außerdem alle Papageienarten Australiens, der Philippinen, Indonesiens, Neuguineas und der Salomon-Inseln, die nicht zu den Kakadus (Cacatuidae) gehören. Das Verbreitungsgebiet der Vögel umfasst damit die tropische Regenwaldzone in Afrika, verschiedene nicht zusammenhängende Gebiete in Ost- und Südafrika, Madagaskar und andere Inseln des tropischen Indischen Ozeans, Asien von Pakistan im Westen bis Indonesien im Osten, Neuguinea, Australien und die Inseln des tropischen Pazifiks. Die Trennung der Psittaculidae von den Eigentlichen Papageien (Psittacidae) geschah aufgrund genetischer Daten und wird nicht durch eine Merkmalsbeschreibung gestützt. Wie andere Papageien besitzen Altweltpapageien einen kräftigen, gekrümmten Schnabel, zygodactyle Füße, zeigen oft eine auffallend bunte Färbung und verfügen über ein komplexes Sozialsystem.

## Lebensraum
Altweltpapageien kommen generell in Wäldern oder in Savannen oder anderen Grasländern mit einem mehr oder weniger dichten Baumbestand vor, die meisten in den Tropen und Subtropen, einige wenige auch in gemäßigten Klimazonen.

## Ernährung
Die meisten Altweltpapageien ernähren sich von Samen und Früchten. Dabei halten sie ihre oft harte Nahrung mit ihren Füßen und öffnen sie mit ihrem kräftigen, gebogenen Schnabel. Die Lories und der Schwalbensittich (Lathamus discolor) haben spezialisierte Zungen, um Nektar und Pollen aus Blüten aufzunehmen, und ein an diese Ernährung angepasstes Verdauungssystem. Spechtpapageien (Micropsitta) ernähren sich von Wirbellosen, die sie unter Baumrinden aufspüren, und besitzen, wie andere auf Rinden herumkletternde Vögel, versteifte Schwanzfedern, um sich abzustützen. Bei einigen australischen Arten wurde Holzkohle im Magen gefunden. Die Aufnahme von Holzkohle dient möglicherweise der Neutralisation von Giftstoffen aus Früchten und Samen und hat damit eine ähnliche Funktion wie das Fressen von lehmiger Erde bei einigen südamerikanischen Papageien.

## Fortpflanzung

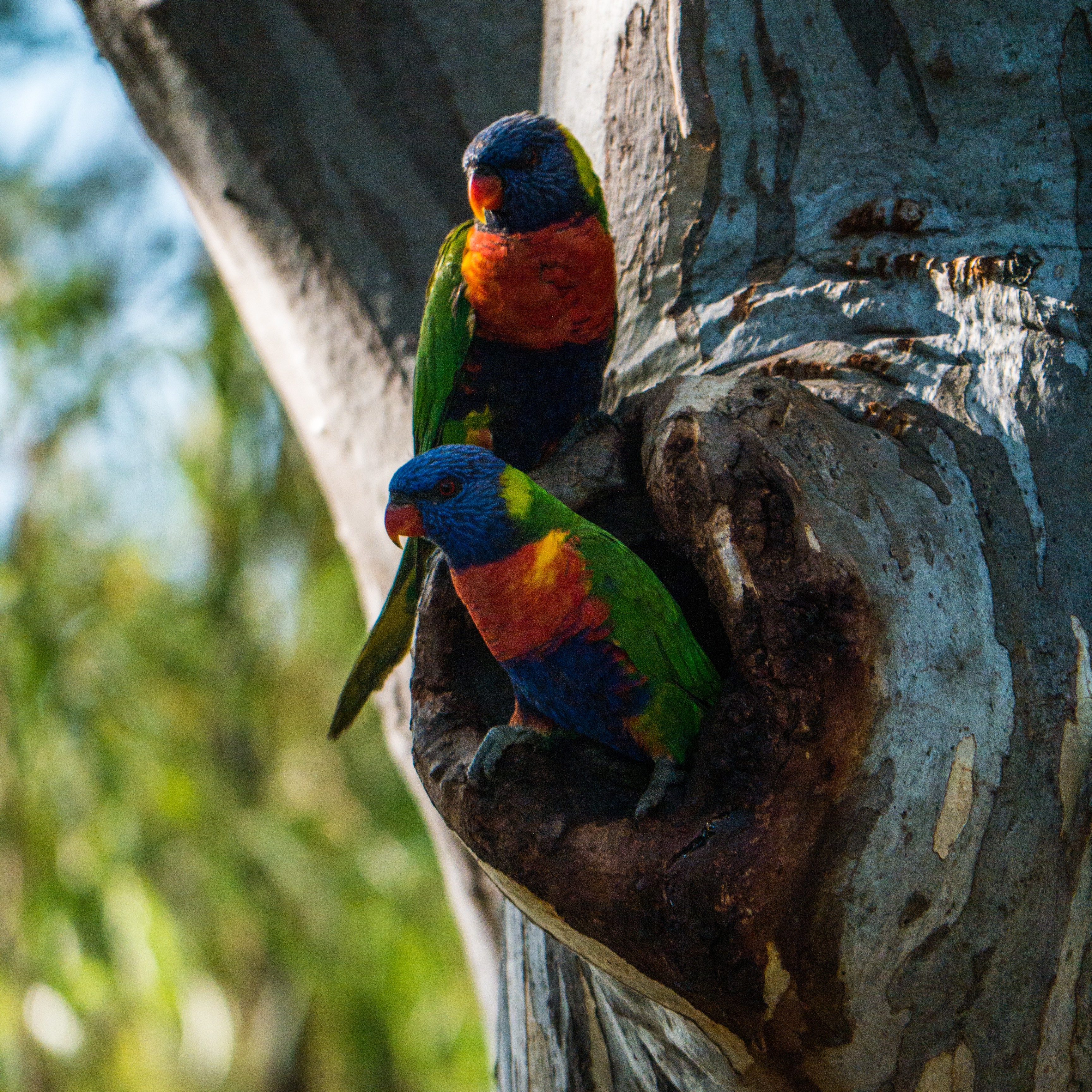
Paar des Regenbogenloris (Trichoglossus moluccanus) vor ihrem Baumhöhlennest

Altweltpapageien sind monogam und beide Eltern kümmern sich um die Jungen. Fast alle Mitglieder dieser Familie nisten in irgendeiner Art von Höhle, in den meisten Fällen ein Baumloch. Sind keine Bäume vorhanden, kann das Nest auch in Felsspalten, in einer Erdhöhle, in einer Höhle in einem Termitenhügel oder, wie beim Erdsittich (Pezoporus wallicus), auf dem Boden am Fuß eines Grasbüschels oder versteckt am Fuß eines Strauches errichtet werden. Einige Arten der Fledermauspapageien (Loriculus), Unzertrennlichen (Agapornis) und Grassittiche (Neophema) bauen in ihrer Nisthöhle ein überdachtes Grasnest. Unzertrennliche nisten in Kolonien und nutzen auch verlassene Nester von Webervögeln. Die Gelege bestehen aus einem bis maximal neun Eiern, die 18 bis 31 Tage lang bebrütet werden. Das Brüten beginnt, nachdem das erste Ei gelegt wurde, was dazu führt, dass zwischen dem Schlupf der einzelnen Papageienjungen ein gewisser Zeitraum vergeht und sie unterschiedlich groß sind. Die Gelegegröße ist von der Größe des Muttertiers abhängig sowie von der Stabilität der Umwelt, wobei kleinere Gelege im Allgemeinen von größeren Vögeln in stabileren Umgebungen gelegt werden. Die Küken werden üblicherweise vom Weibchen gewärmt und vom Männchen gefüttert. Sobald die Befiederung der Nestlinge so weit entwickelt ist, dass sie nicht mehr auskühlen können, versorgen beide Elternteile die Jungen. Die Fütterung wird in der Regel noch eine Zeit lang fortgesetzt, nachdem die Küken ausgeflogen sind. Dieser Zeitraum ist recht unterschiedlich, dauert z. B. bei den Wellensittichen, die schon nach 6 Monaten geschlechtsreif sind, recht kurz, während die Jungen bei einigen anderen Altweltpapageien noch ein Jahr nach dem Ausfliegen auf die Eltern angewiesen sind.

## Systematik
Alle Arten und Gattungen der Altweltpapageien gehörten bis 2012/2018 zu den Psittacidae. DNA-Analysen haben gezeigt, dass diese Familie damals aus zwei deutlich voneinander getrennten Kladen bestand. Eine umfasste die Papageien des amerikanischen Doppelkontinents und die afrikanischen Gattungen Psittacus und Poicephalus, die andere die übrigen afrikanischen Papageien, alle asiatischen Papageien, die Papageien der Inseln im Indischen und Pazifischen Ozean und alle australischen, neuguineischen und melanesischen Papageien, die keine Kakadus sind. Für letztere Klade wurde daraufhin die Familie Psittaculidae eingeführt, deren Name schon 1825 durch den irischen Ornithologen Nicholas Aylward Vigors geprägt wurde, während die Psittacidae nur noch die Papageien der amerikanisch/afrikanischen Klade umfassen. Die Trennung von Psittacidae und Psittaculidae ist inzwischen weitgehend anerkannt. Beide Familien sind Schwesterfamilien und zusammen die Schwestergruppe der Kakadus (Cacatuidae).

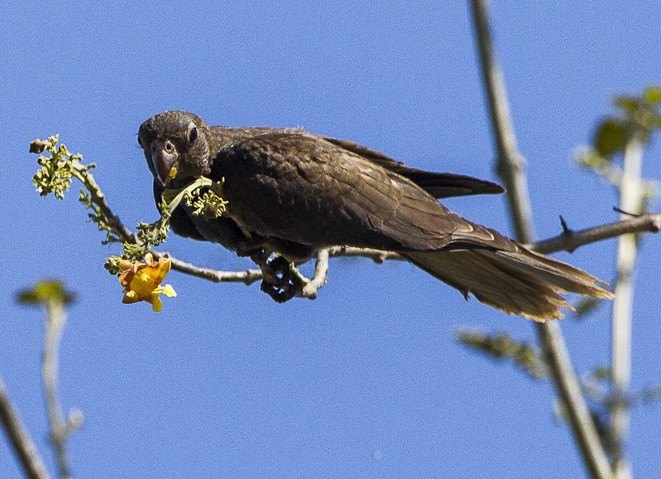
Kleiner Vasapapagei (Coracopsis nigra)

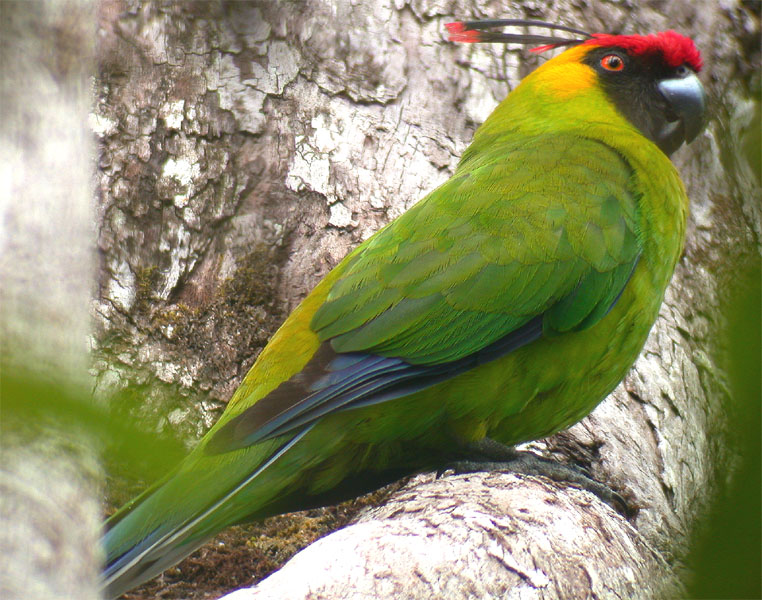
Hornsittich (Eunymphicus cornutus)

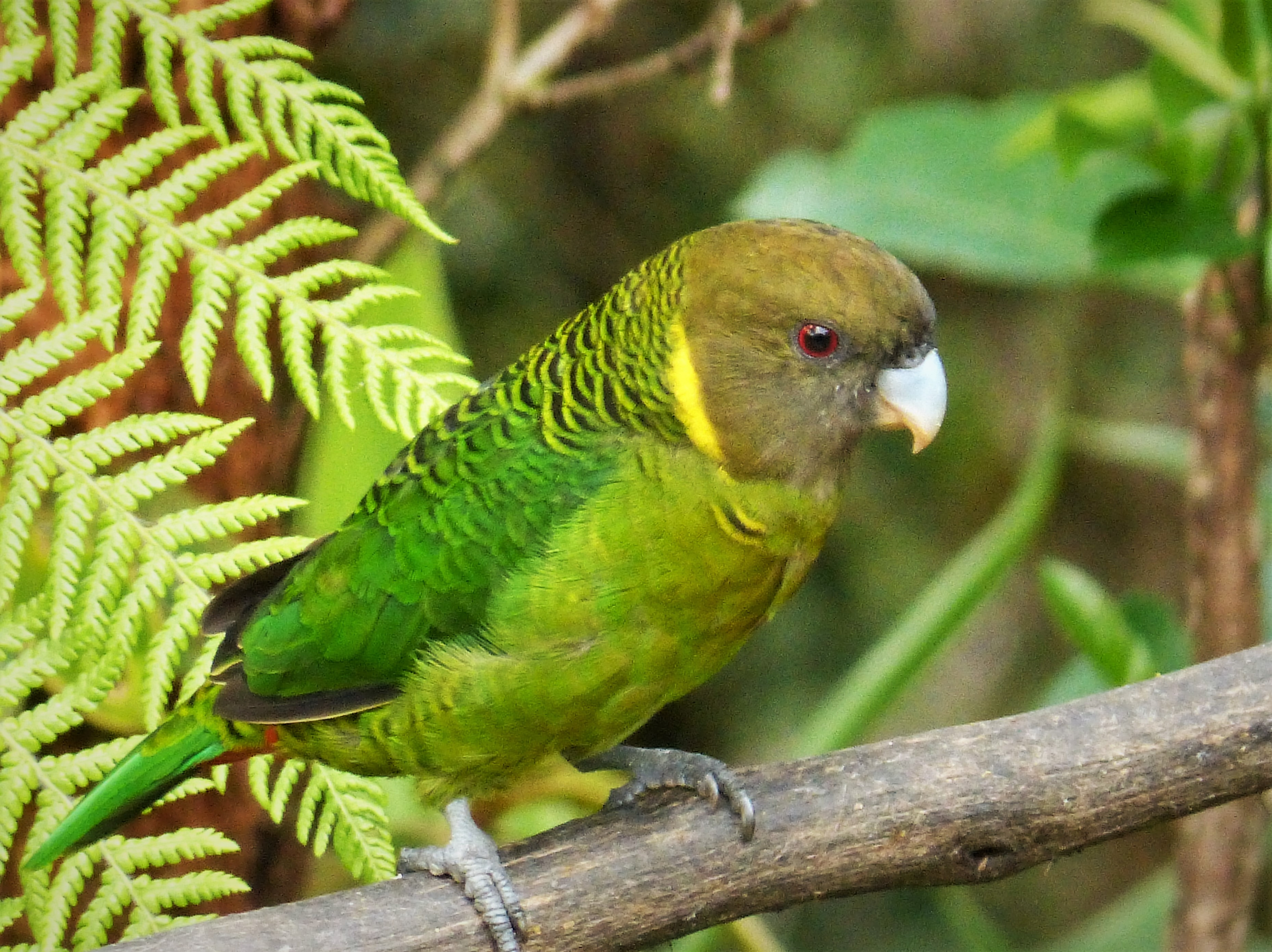
Brehmpapagei (Psittacella brehmii)

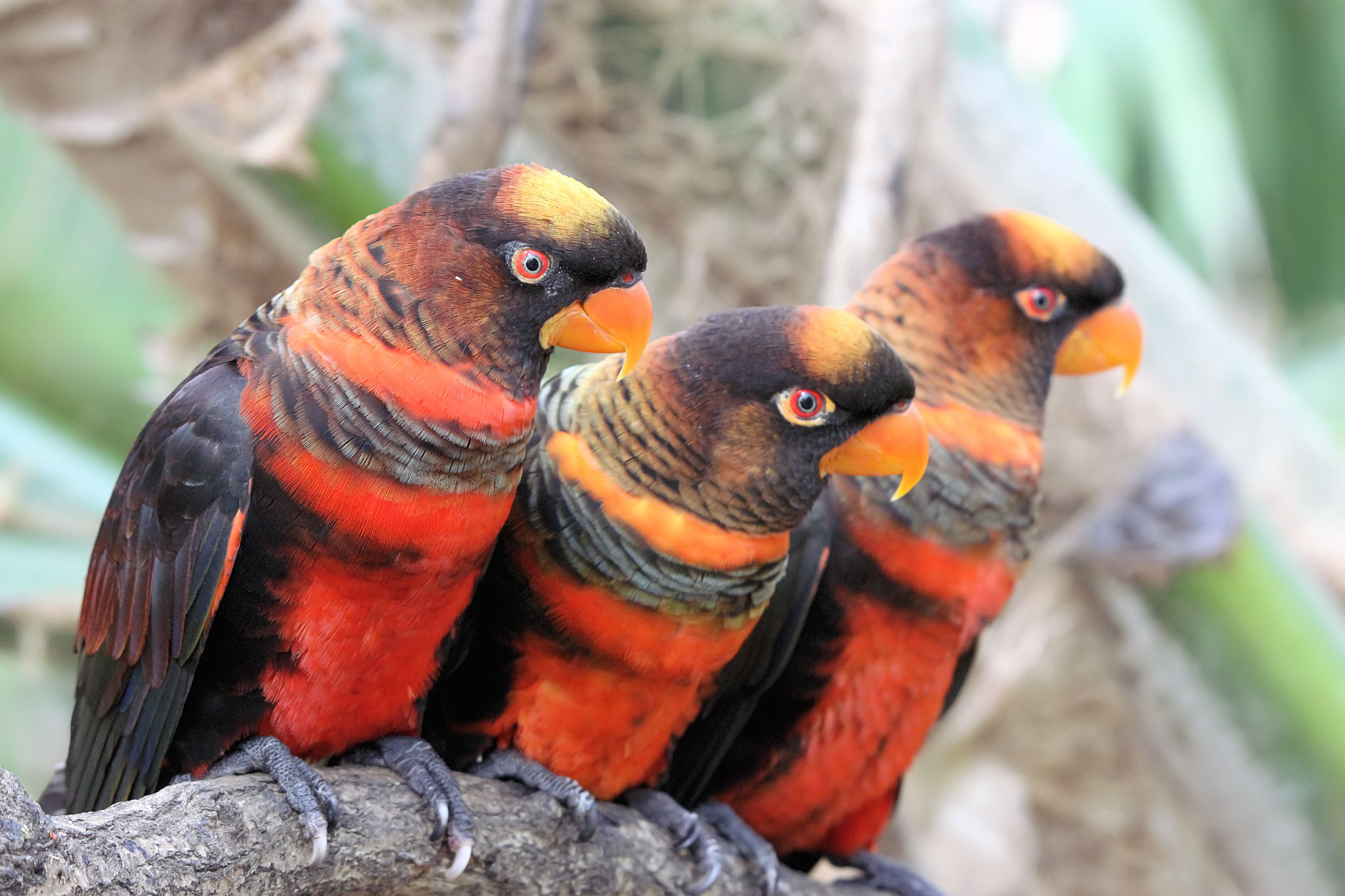
Weißbürzelloris (Pseudeos fuscata)

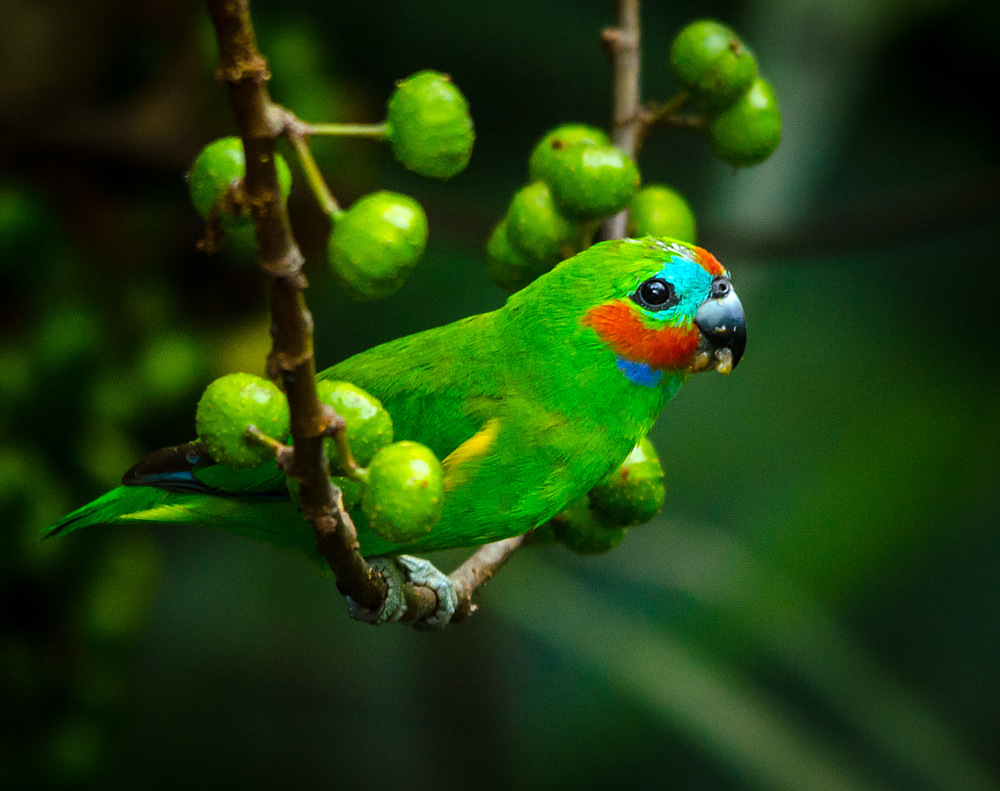
Maskenzwergpapagei (Cyclopsitta diophthalma)

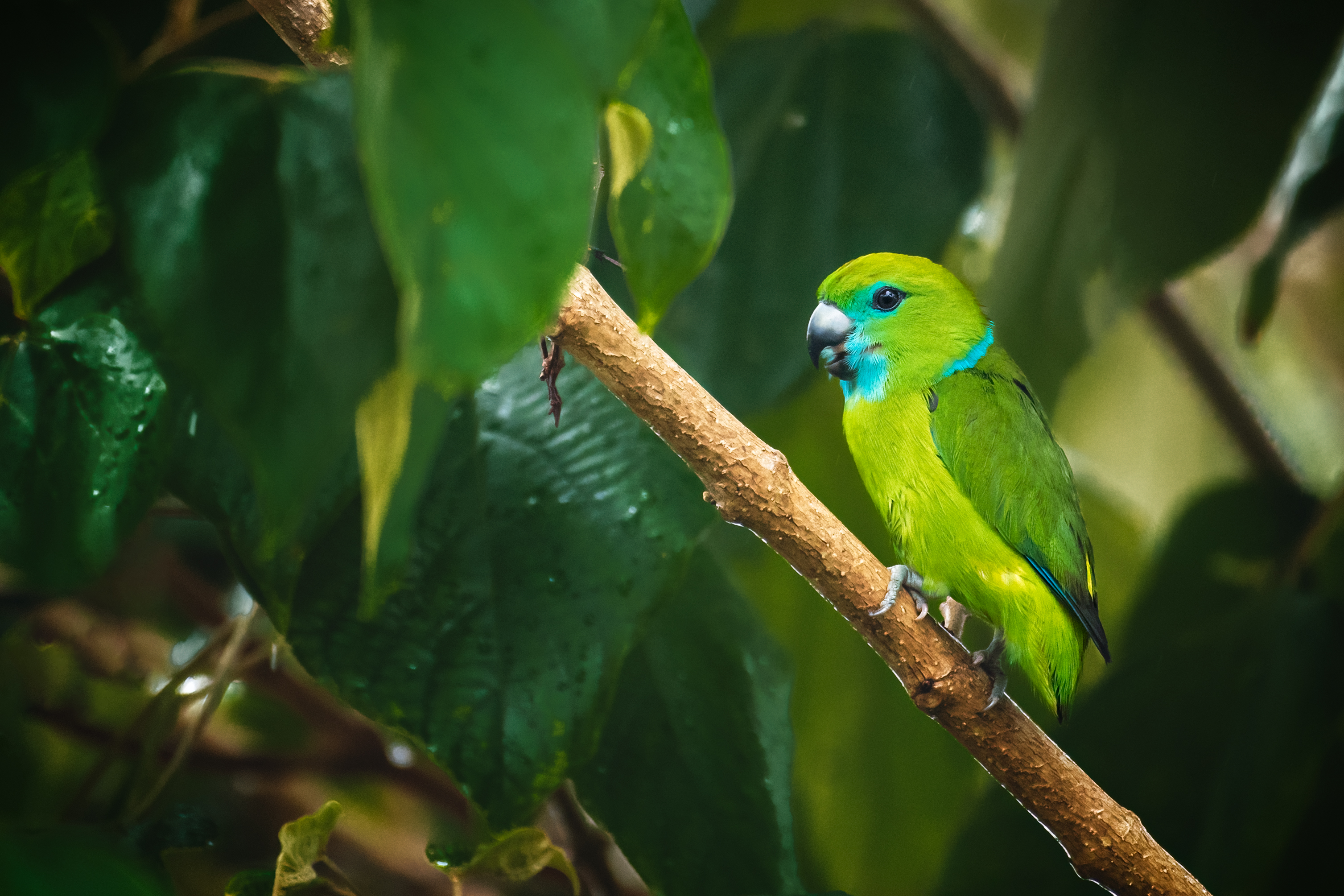
Stummelschwanzpapagei (Bolbopsittacus lunulatus)

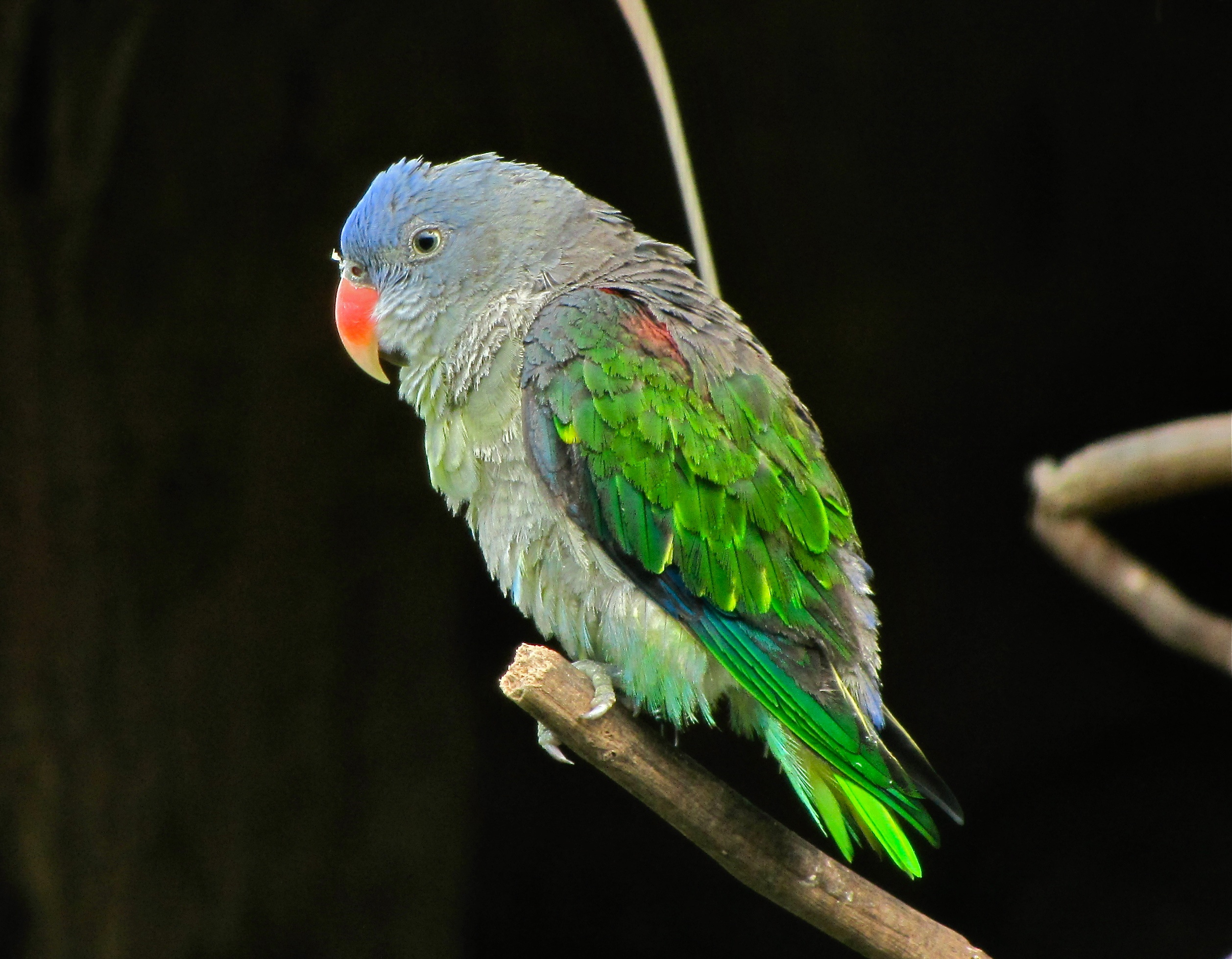
Rotachselpapagei (Psittinus cyanurus)

## Gattungen
Zu den Altweltpapageien gehören die folgenden Gattungen (Unterfamilien und Tribus nach Winkler et al. (2015)).
- Unterfamilie Psittrichasinae
  - Borstenkopf (Psittrichas)
- Unterfamilie Coracopseinae
  - Vasapapageien (Coracopsis)
- Unterfamilie Platycercinae
  - Tribus Plattschweifsittiche (Platycercini)
    - Ringsittiche (Barnardius)
    - Laufsittiche (Cyanoramphus)
    - Hornsittiche (Eunymphicus)
    - Schwalbensittich (Lathamus)
    - Blutbauchsittich (Northiella)
    - Plattschweifsittiche (Platycercus)
    - Maskensittiche (Prosopeia)
    - Singsittiche (Psephotus)
    - Rotkappensittich (Purpureicephalus)

  - Tribus Pezoporini
    - Grassittiche (Neophema)
    - Bourkesittich (Neopsephotus)
    - Erdsittiche (Pezoporus)
- Unterfamilie Psittacellinae
  - Bindensittiche (Psittacella)
- Unterfamilie Loriinae
  - Tribus Loris (Loriini)
    - Glanzloris (Chalcopsitta)
    - Elfenlori (Charminetta)[8]
    - Zierloris (Charmosyna)
    - Margarethenlori (Charmosynoides)[8]
    - Charmosynopsis[8]
    - Rotloris (Eos)
    - Moschusloris (Glossopsitta)
    - Hypocharmosyna[8]
    - Breitschwanzloris (Lorius)
    - Bergloris (Neopsittacus)
    - Arfaklori (Oreopsittacus)
    - Einsiedlerlori (Phigys)
    - Pseudeos
    - Buntlori (Psitteuteles)
    - Saudareos[8]
    - Vielstrichellori (Synorhacma)[8]
    - Keilschwanzloris (Trichoglossus)
    - Maidloris (Vini)

  - Tribus Melopsittacini
    - Wellensittich (Melopsittacus)

  - Tribus Cyclopsittini
    - Cyclopsitta
    - Feigenpapageien (Psittaculirostris)
- Unterfamilie Agapornithinae
  - Unzertrennliche (Agapornis)
  - Stummelschwanzpapagei (Bolbopsittacus)
  - Fledermauspapageien (Loriculus)
- Unterfamilie Psittaculinae
  - Tribus Polytelini
    - Königssittiche (Alisterus)
    - Rotflügelsittiche (Aprosmictus)
    - Prachtsittiche (Polytelis)

  - Tribus Psittaculini
    - Edelpapageien (Eclectus)
    - Geoffroyus
    - Spatelschwanzpapageien (Prioniturus)
    - Edelsittiche (Psittacula)
    - Rotachselpapagei (Psittinus)
    - Großschnabelpapageien (Tanygnathus)

  - Tribus Micropsittini
    - Spechtpapageien (Micropsitta)

- ausgestorbene Arten mit unsicherer Zuordnung
  - † Mauritius-Papagei (Lophopsittacus mauritianus)
  - † Maskarenen-Papagei (Mascarinus mascarin(us))
  - † Rodrigues-Papagei (Necropsittacus rodericanus)

## Gefährdung
Wie andere Papageienfamilien sind auch die Papageien der Alten Welt unterschiedlich stark gefährdet. 33 Arten gelten als potentiell gefährdet, 19 sind gefährdet, 9 stark gefährdet und 8 Arten sind vom Aussterben bedroht. Aufgrund der Besiedlung isolierter Inseln durch den Menschen sind 10 Arten in den letzten 500 Jahren ausgestorben. Die Zerstörung der Lebensräume und der illegale Fang für den Heimtierhandel sind die größten Gefahren für die Papageien der Alten Welt. Bei Inselendemiten wie dem Mauritiussittich (Psittacula eques) und dem Ultramarinlori (Vini ultramarina) haben vom Menschen eingeführte Arten in Form von Raubtieren oder als Futterkonkurrenten verheerende Auswirkungen auf die Populationen.